# Xuất khẩu

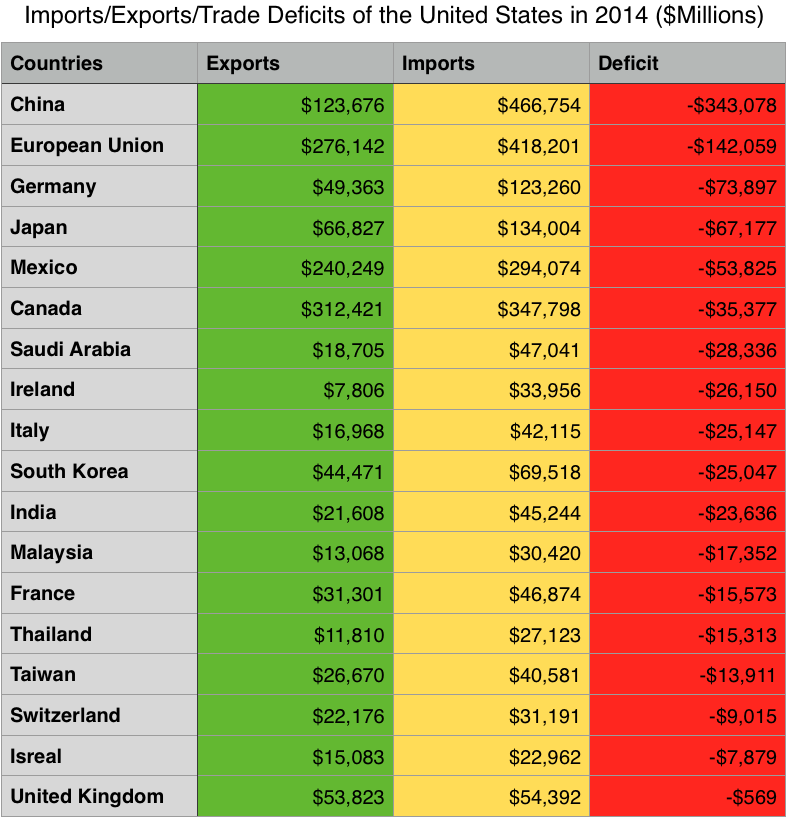
Xuất nhập khẩu của Hoa Kỳ với các quốc gia trên thế giới

Xuất khẩu hay xuất cảng (Tiếng Anh: export) trong lý luận thương mại quốc tế là việc bán hàng hóa và dịch vụ cho nước ngoài, trong cách tính toán cán cân thanh toán quốc tế theo IMF là việc bán hàng hóa cho nước ngoài.
Xuất khẩu là hoạt động bán hàng hoá ra nước ngoài, nó không phải là hành vi bán hàng riêng lẻ mà là hệ thống bán hàng có tổ chức cả bên trong lẫn bên ngoài nhằm mục tiêu lợi nhuận, thúc đẩy sản xuất hàng hóa phát triển, chuyển đổi cơ cấu kinh tế, ổn định và từng bước nâng cao mức sống của nhân dân.Xuất khẩu là hoạt động kinh doanh dễ đem lại hiệu quả đột biến. Mở rộng xuất khẩu để tăng thu ngoại tệ, tạo điều kiện cho nhập khẩu và thúc đẩy các ngành kinh tế hướng theo xuất khẩu, khuyến khích các thành phần kinh tế mở rộng xuất khẩu để giải quyết công ăn việc làm và tăng thu ngoại tệ.

## Các nhân tố tác động đến xuất khẩu
- Khi các nhân tố liên quan đến chi phí sản xuất hàng xuất khẩu ở trong nước không thay đổi, giá trị xuất khẩu phụ thuộc vào thu nhập của nước ngoài vào tỷ giá hối đoái
  - Thu nhập của nước ngoài tăng (cũng có nghĩa là khi tăng trưởng kinh tế của nước ngoài tăng tốc), thì giá trị xuất khẩu có cơ hội tăng lên.
  - Tỷ giá hối đoái tăng (tức là tiền tệ trong nước mất giá so với ngoại tệ), thì giá trị xuất khẩu cũng có thể tăng nhờ giá hàng tính bằng ngoại tệ thu được và quy đổi về tiền trong nước trở nên cao hơn.

## Xuất khẩu với tăng trưởng kinh tế
Trong tính toán tổng cầu, xuất khẩu được coi là nhu cầu từ bên ngoài (ngoại nhu). Mức độ phụ thuộc của một nền kinh tế vào xuất khẩu được đo bằng tỷ lệ giữa giá trị nhập khẩu và tổng thu nhập quốc dân. Đối với những nền kinh tế mà cầu nội địa yếu, thì xuất khẩu có ý nghĩa quan trọng đối với tăng trưởng kinh tế. Chính vì thế, nhiều nước đang phát triển theo đuổi chiến lược công nghiệp hóa hướng vào xuất khẩu. Tuy nhiên, vì xuất khẩu phụ thuộc vào yếu tố nước ngoài, nên để đảm bảo tăng trưởng kinh tế ổn định và bền vững, IMF thường khuyến nghị các nước phải dựa nhiều hơn nữa vào cầu nội địa.